# コンダオ諸島
座標: 北緯8度41分35秒 東経106度36分34秒 / 北緯8.69306度 東経106.60944度

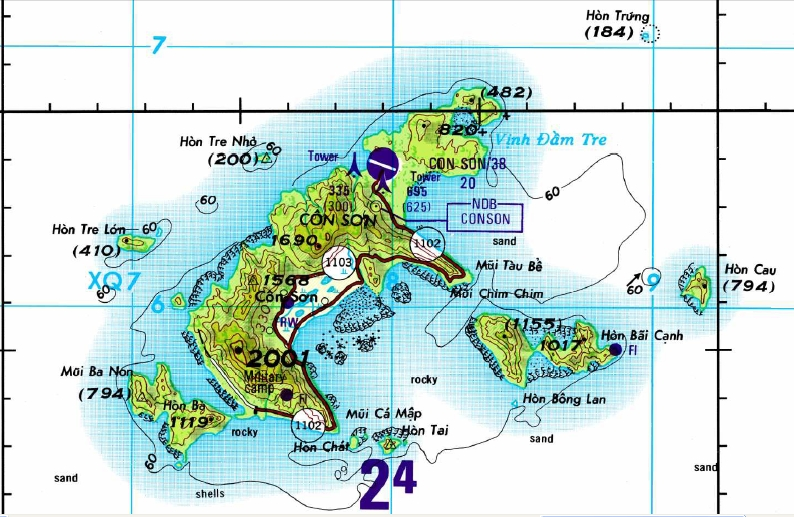

コンダオ諸島（コンダオしょとう、ベトナム語：Côn Đảo / 崑島）はベトナム東南部、バリア＝ヴンタウ省の群島である。全域はバリア＝ヴンタウ省コンダオ県（コンダオけん、ベトナム語：Huyện Côn Đảo / 縣崑島）に属する。

## 概要
コンダオ諸島はヴンタウから185 km離れた沖合にあり、大小16の島々からなる。陸地面積は合計75.15 km2、最も大きなコンソン島のみ有人島で、約7000人が暮らす。コンソン島にはコンダオ空港があり、230 km離れたホーチミン市との間に空路が開設されている。
島々は様々な時代に形成された岩漿岩から成っている。バイカイン島（ベトナム語：Hòn Bảy Cạnh / 𦉱梗）、カウ島（ベトナム語：Hòn Cau / 塊槁）、ボンラン島（ベトナム語：Hòn Bông Lan / 塊葻蘭）は白亜紀の結晶質の深成岩（Cretaceous microgranit rocks）からなる。コンダオ諸島の北の島々は石英閃緑岩と中生代後期から新生代初期の花崗岩（花崗閃緑岩）からなり、部分的に第四紀の海洋堆積物に覆われている。南の島々とバ島（ベトナム語：Hòn Bà / 塊婆）は流紋岩と時期不明の貫入岩体から成る。コンダオ島の西側斜面は閃緑岩と深成岩を貫く石英帯（quartz bands）がむき出しになっている。
年間に淡水の供給があるのはコンソン島とカウ島だけである。

## 歴史
諸島はかつてのクメール王朝の支配地域でありコ・トララッチ（Koh Tralach）という名で知られ、17世紀までにキン族が定住した。
1702年7月16日、イングランド王国イギリス東インド会社はコンソン島に入植地をつくり、インド・中国航路の集散拠点とした。3年後の1705年3月2日、イギリスの駐在員たちはベトナム人らに殺され、工場は破壊され、また残った者たちも島から追い出された。
ベトナム阮朝の内紛の最中の1787年、嘉隆帝はフランスとヴェルサイユ条約を締結しコンダオ諸島をフランスに割譲した。しかしこの時はフランスは嘉隆帝の支援に失敗し、条約は破棄されている。
後に1861年、諸島はフランスの支配下に置かれた。フランス領インドシナ政府はコンダオ諸島をプロ・コンドレ（Poulo-Condore）諸島と呼んだ。これは諸島のマレー語での呼称（Pulo Condore）に由来している。その後、コンダオ諸島は「虎の檻」のニックネームで知られる劣悪な監房を持つコンダオ刑務所として悪名を馳せた。ベトナムの民族主義者たちはこの刑務所に送られ刑期を過ごした。後には南ベトナム政府により、ベトナム人共産主義指導者たちもまた、ここで「再教育」された。19世紀以降、延べ20万人の政治犯が収容され、2万人以上が死んだ。現在はウミガメの産卵など豊かな自然と、ベトナム独立・革命運動犠牲者の慰霊を目的に、観光客が多く訪れている。

## コンダオ国立公園
1984年、諸島のうちの多くの島々がコンダオ国立公園として保護下に置かれた。この環境保全地域は1998年にはさらに拡大された。域内で保護対象として扱われる動物にはタイマイ、アオウミガメ、イルカ、ジュゴン、オサガメが含まれ、保護対象となる生態系には海草の藻場、マングローブ、サンゴ礁が含まれている。島々の内陸部の低山地にはコバノブラシノキ属の植物が生え、海岸沿いには海草の藻場、Bruguiera hainesiiのマングローブ、サンゴ礁のほか、乾燥林、浅瀬、干潟などもある。2013年にラムサール条約登録地となった。
コンダオ国立公園と世界自然保護基金はさらに広い海域での保護活動、海草藻場、サンゴ礁の保全、そして持続可能な観光産業の確立に尽力している。諸島の行政はバランスのとれた開発を目指し持続可能な環境資源の活用に力をいれている。